# HMS Isis (1896)
HMS Isis – krążownik pancernopokładowy typu Eclipse, zbudowany dla Royal Navy pod koniec lat 90. XIX wieku. Uczestniczył w I wojnie światowej, służąc na wielu teatrach działań wojennych, a w 1920 roku został sprzedany na złom.

## Projekt i budowa
HMS „Isis” był jednym z dziewięciu zbudowanych w latach 1896-99 krążowników pancernopokładowych typu Eclipse, które były bezpośrednim następcą krążowników typu Astraea. Miały większe rozmiary i wyporność, otrzymały silniejsze uzbrojenie i opancerzenie przy zachowaniu podobnej do poprzedników prędkości.
Stępkę okrętu położono w Fairfield Shipbuilding and Engineering Company w Govan 30 stycznia 1895 roku, a wodowanie odbyło się 27 czerwca 1896 roku.

## Dane taktyczno-techniczne
HMS „Isis” miał wyporność 5690 t (5600 długich ton) przy długości całkowitej 113,7 m, szerokości 16,3 m i zanurzeniu 6,25 m. Był napędzany dwoma trójcylindrowymi pionowymi maszynami parowymi potrójnego rozprężania, z których każda poruszała jedną śrubę napędową. Parę dostarczało 8 opalanych węglem kotłów. Silniki osiągały moc 8000 KM, co dawało prędkość 18,5 węzła (na próbach przy przeciążeniu maszyn osiągnięto 19,5 węzła przy 9600 KM). Normalny zapas węgla wynosił 550 t, a maksymalnie okręt mógł zabrać niemal dwa razy więcej paliwa, bo 1075 ton. Załoga okrętu składała się z 393 oficerów i marynarzy. Od pozostałych jednostek typu „Isis” różnił się zastosowaniem pojedynczego masztu palowego.
Krążownik był uzbrojony początkowo w pięć pojedynczych dział kal. 152 mm (6 cali), sześć dział kal. 120 mm (4,7 cala), sześć dział trzyfuntowych (47 mm) i trzy wyrzutnie torped kal. 450 mm (18 cali). Po modernizacji, przeprowadzonej w latach 1903-1905, uzbrojenie okrętu przedstawiało się następująco: jedenaście dział kal. 152 mm, dziewięć dział dwunastofuntowych (76 mm), siedem dział trzyfuntowych (47 mm) i trzy wyrzutnie torped kal. 450 mm. W trakcie I wojny światowej uzbrojenie ograniczono do dziewięciu dział kal. 152 mm, czterech dział 76 mm i jednego działa 47 mm, pozostawiając uzbrojenie torpedowe bez zmian. Pancerz pokładowy miał grubość od 38 do 76 mm (1,5 - 3 cale), wieża dowodzenia miała ściany grubości do 152 mm, a maszynownię chroniły płyty o grubości 152 mm. Działa artylerii głównej były chronione osłonami o grubości 76 mm.

## Służba
HMS „Isis” został wcielony do służby w Royal Navy 10 maja 1898 roku. Na początku służby krążownik stacjonował w Chinach, a jego dowódcą był captain Charles Windham. W grudniu 1901 roku okręt powrócił do metropolii, a na początku 1902 roku włączono go do Floty Rezerwowej jako jednostkę ratowniczą. Następnie, w maju 1902 roku, krążownik był okrętem zaopatrzeniowym Royal Naval College w Dartmouth. Od 1907 roku krążownik stacjonował na Bermudach, a w latach 1909-1910 służył w 1. Eskadrze Okrętów Liniowych Home Fleet. W latach 1911–1914 okręt wchodził w skład 4 Eskadry Krążowników, przechodząc remont w 1913 roku. W kwietniu 1914 roku krążownik zderzył się ze statkiem handlowym, który zatonął.
W momencie wybuchu I wojny światowej HMS „Isis” (wraz z bliźniaczymi HMS „Doris”, HMS „Juno”, HMS „Minerva” i HMS „Venus”) wchodził w skład 11. Eskadry Krążowników, której zadaniem była ochrona żeglugi na zachód od Irlandii. 5 sierpnia 1914 roku wspólnie z „Doris” okręt zatrzymał i zdobył niemiecki statek handlowy. W 1916 roku krążownik ponownie przeniesiono do Ameryki Północnej, gdzie operował z baz w Halifaksie i na Bermudach do końca wojny. W 1919 okręt powrócił do metropolii, stacjonując w Invergordon w Szkocji. Sprzedano go na złom 26 lutego 1920 roku.